# 布敦化矿区工作部
布敦化矿区工作部或称铜矿管理区，是中国内蒙古自治区兴安盟科尔沁右翼中旗下辖的一个类似乡级单位。

## 行政区划
铜矿管理区共辖以下地区：
虚拟铜矿社区。